# 牛田茉友
牛田 茉友（うしだ まゆ、1985年〈昭和60年〉6月8日 - ）は、日本の政治家、元NHKアナウンサー。国民民主党所属の参議院議員（1期）。本名は髙橋 茉友（たかはし まゆ）。

## 来歴

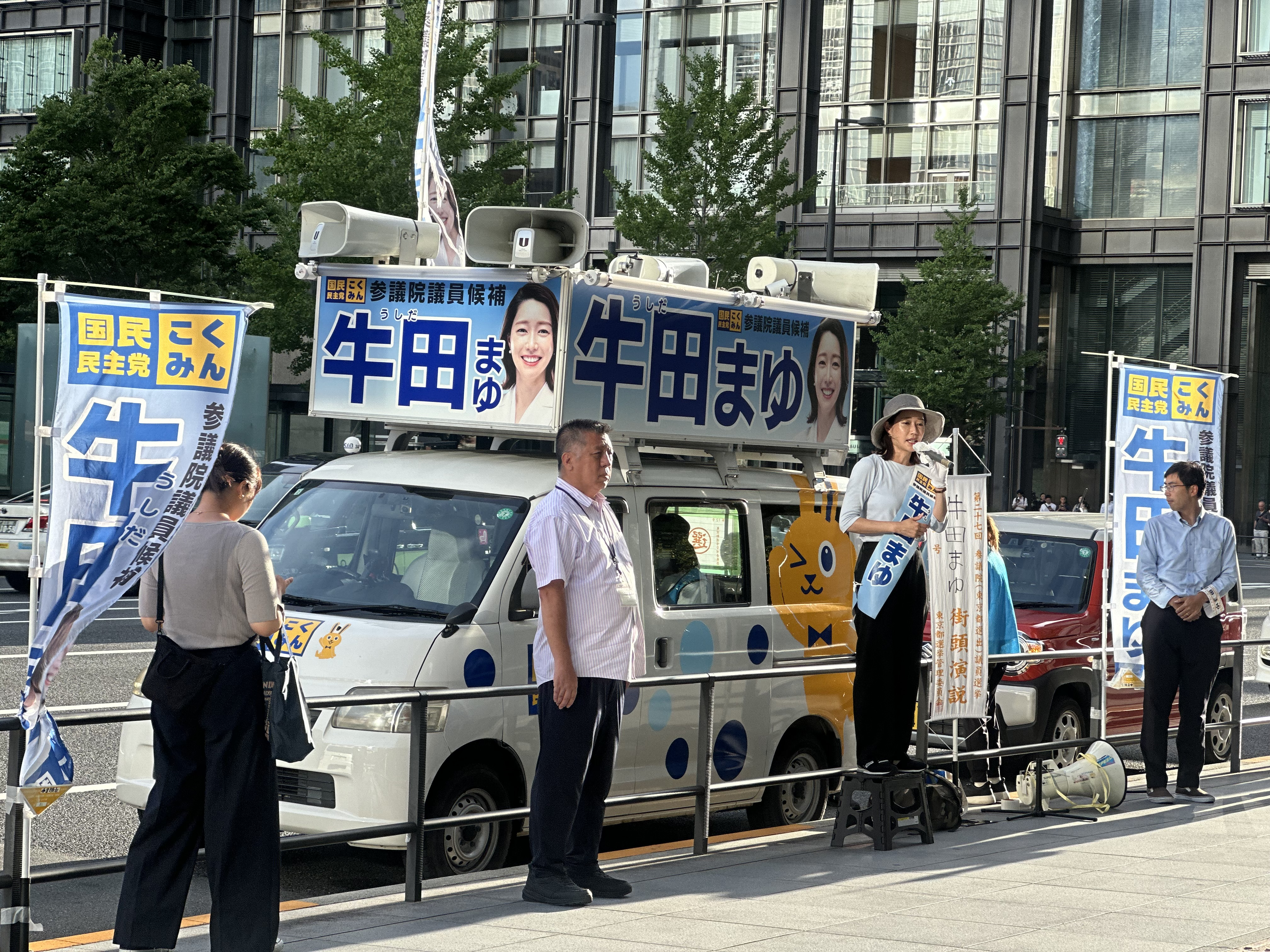
街頭演説を行う牛田

大阪府池田市出身。大阪教育大学附属高等学校池田校舎、大阪大学医学部保健学科卒業。臨床検査技師。大学在学中はサッカー部マネージャー、2007年度ミス大阪大学、「Miss of Miss Campus Queen Contest」出場。
2009年NHK入局。初任地は山口放送局。2012年2月に、大成安代と入れ替わる形で京都放送局に異動となった。その後は、東京アナウンス室、大阪放送局を経て2023年8月より2度目の東京アナウンス室に勤務した。
2025年4月18日付でNHKを退局。7月20日に執行された第27回参議院議員通常選挙において、東京選挙区から国民民主党公認で立候補し、634,304票を獲得して初当選した。

## 人物
寿司とチーズを好み、大学の豊中キャンパスへ自宅から自転車で通学した。

## 出演
山口放送局時代（2009年度 - 2012年1月）
- 地上デジタル放送推進大使
  - カフェのんた情報維新!やまぐち「地デジ大使 茉友が行く!」（2010年度まで）
- ナデシコパ。特別編成（BS1）

京都放送局時代（2012年2月 - 2014年度）
- 高校野球センバツおよび選手権甲子園開会式中継
  - 第84回センバツ（2012年）
  - 第94回選手権（2012年）
  - 第95回選手権（2013年）
  - 第86回センバツ（2014年）
- FIFAコンフェデレーションズカップ2013 （BS1、2013年6月 - 7月）
- 趣味Do楽『茶の湯 裏千家 茶の湯と出会う』（Eテレ、2014年2月3日 - 3月24日）

東京アナウンス室時代（2015年度 - 2018年度）
- Nスペ5min.（ナレーション）
  - 新アレルギー治療 〜鍵を握る免疫細胞〜（2015年4月4日）
  - ディープオーシャン 潜入! 深海大峡谷 光る生物たちの王国（2016年8月27日）
- マサカメTV（司会：2015年度）
- 一本の道~フランス南部セヴェンヌ地方~（BSプレミアム、2016年9月28日）
- テレビ 大好き（2015年度から）
- NHKニュースおはよう日本（旬体感リポーター：2016年度、原則月1回、日曜日）
- オトナヘノベル（ナレーション）
- すイエんサー（ナビゲーター）
- 首都圏ネットワーク（リポーター・ニュースリーダー：2015年4月 - 2017年7月）
- NHKニュースおはよう日本・関東甲信越（リポーター：2015年度 - 2016年度）
- チョイス@病気になったとき（チョイスコンシェルジュ：2017年度）
- 日曜討論（司会：2017年7月9日 - 2019年3月31日）（1回目）
- ららら♪クラシック（司会：2017年度 - 2018年度）
- 古典芸能への招待（司会）

大阪放送局時代（2019年度 - 2023年7月）
- NHKニュースおはよう関西（キャスター：2019年度 - 2020年度、2023年4月 - 2023年7月〈隔週で担当〉）
- すてきにハンドメイド（進行：2019年 - 2020年度）
- ゆく時代くる時代〜平成最後の日スペシャル〜「大年表＆平成ガジェット鑑定ショー」（2019年4月30日）
- ニュースほっと関西→ほっと関西（キャスター：2021年度 - 2022年度）
- 列島ニュース（進行：2021年度 - 2023年7月24日）

東京アナウンス室時代（2度目）（2023年8月 - 2025年4月）
- 首都圏ネットワーク（キャスター：2023年10月2日 - 2024年3月29日）
- さわやか自然百景（ナレーション：2023年10月8日「京都 冠島」）
- 日曜討論（司会：2024年4月7日 - 2025年4月13日）（2度目）
- #NHK（2024年4月10日 - 2025年3月） - NHKの広報ミニ番組

## 同期のNHKアナウンサー
- 池田伸子
- 伊藤海彦
- 角谷直也
- 勝呂恭佑
- 合原明子
- 酒匂飛翔
- 佐々木彩
- 佐藤誠太
- 鈴木遥
- 八田知大
- 廣瀬雄大
- 深川仁志
- 深澤健太

## 選挙歴
| 当落 | 選挙                     | 執行日         | 年齢 | 選挙区       | 政党       | 得票数     | 得票率 | 定数 | 得票順位 /候補者数 | 政党内比例順位 /政党当選者数 |
| ---- | ------------------------ | -------------- | ---- | ------------ | ---------- | ---------- | ------ | ---- | ------------------ | ---------------------------- |
| 当   | 第27回参議院議員通常選挙 | 2025年07月20日 | 40   | 東京都選挙区 | 国民民主党 | 63万4304票 | 9.11%  | 7    | 3/32               | /                            |